# قطعنامه ۴۰۴ شورای امنیت
قطعنامه ۴۰۴ شورای امنیت سازمان ملل متحد که در تاریخ ۰۸ فوریه ۱۹۷۷ تصویب شد، سندی بین‌المللی دربارهٔ وضعیت بنین است. این قطعنامه طی نشست ۱٬۹۸۷ام تصویب شد.